# Colpo di Stato in Gabon del 2019
Il colpo di Stato in Gabon del 2019 è stato un fallito tentativo di golpe nella nazione africana. Il 7 gennaio membri delle forze armate annunciarono un colpo di Stato. Gli ufficiali militari affermarono di aver estromesso il presidente Ali Bongo Ondimba, rieletto nel 2016 dopo elezioni controverse e successive proteste. Durante l'assenza di Ali Bongo, che stava ricevendo cure mediche in Marocco, ribelli armati nella capitale Libreville presero ostaggi e dichiararono di aver istituito un "Consiglio nazionale per la restaurazione" per "ripristinare la democrazia in Gabon". Si verificò l'interruzione diffusa di Internet in tutto il Paese, sebbene non si sappia se Internet sia stato chiuso dagli stessi ribelli o da civili. Il governo del Gabon dichiarò successivamente di aver riaffermato il controllo.
Il giorno prima del tentativo di colpo di Stato, il 6 gennaio 2019, il presidente degli Stati Uniti d'America Donald Trump aveva inviato 80 soldati statunitensi in Gabon tra i timori di violente proteste nella vicina Repubblica Democratica del Congo.

## Sviluppi
Il portavoce militare e leader del Movimento patriottico delle forze di difesa e sicurezza del Gabon, il tenente Kelly Ondo Obiang, dichiarò lunedì mattina alla radio nazionale e alla televisione di Stato che lui e i suoi sostenitori erano rimasti delusi dal messaggio del presidente Ali Bongo Ondimba alla nazione alla vigilia di Capodanno, definendolo un "implacabile tentativo di aggrapparsi al potere" e dicendo "ha rafforzato i dubbi sulla capacità del presidente di continuare a svolgere le responsabilità del suo ufficio". Obiang affermò anche che stavano istituendo un "Consiglio nazionale per la restaurazione...[per] ripristinare la democrazia" in Gabon. Un'interruzione di Internet a livello nazionale fu rilevata dall'osservatorio Internet globale NetBlocks a partire dalle 7:00 circa UTC. Tra le altre cose, Obiang consegnò il seguente messaggio (in francese) alla radio nazionale:
Al momento del colpo di Stato, il 7 gennaio, il presidente Bongo riceveva cure mediche non correlate in Marocco; era fuori dal Paese da circa due mesi. Il presidente Bongo aveva subito un ictus mentre si trovava a Riad, in Arabia Saudita, in ottobre; i suoi desideri registrati per il nuovo anno erano la prima volta che aveva parlato in pubblico da allora.
Le forze golpiste presero il controllo dell'emittente nazionale Radio Télévision Gabonaise. La Guardia repubblicana del Gabon schierò vari veicoli corazzati in tutta la capitale, tra cui Nexter Aravis MRAP, un tipo non precedentemente noto per essere stato nell'inventario dell'esercito gabonese. Il tentativo di colpo di Stato fu represso alle 10:30 dopo che il gruppo di intervento della gendarmeria gabonese assalì Radio Télévision Gabonaise in cui erano rintanate le forze golpiste. Due soldati pro-golpe rimasero uccisi nell'assalto. Gli ufficiali coinvolti nel colpo di Stato presero ostaggi che furono poi rilasciati dai funzionari gabonesi. Ore dopo l'annuncio del colpo di Stato, i funzionari del governo dichiararono che la situazione era "sotto controllo" con i ribelli arrestati o in fuga; due dei ribelli furono uccisi a colpi di arma da fuoco e il tenente Obiang fu arrestato. NetBlocks osservò che la connettività Internet fu brevemente (anche se parzialmente) ripristinata in tutto il Gabon entro le 10:00 UTC prima di tornare offline e tornare completamente alle 11:00 del giorno successivo. Il ministro della sicurezza Guy-Bertrand Mapangou dichiarò che gli otto ribelli sopravvissuti erano stati consegnati al pubblico ministero. Il governo del Gabon annunciò che il presidente Bongo sarebbe tornato nel Paese "molto presto".

## Reazioni internazionali
- Unione africana: Il presidente della commissione dell'organizzazione Moussa Faki Mahamat condannò il tentativo di colpo di Stato.[11]
- Egitto: Il ministero degli Affari esteri egiziano condannò il tentativo di colpo di Stato.[12]
- Francia: Il ministero degli Esteri francese criticò le azioni compiute dai militari. "La stabilità del Gabon può essere garantita solo nel rigoroso rispetto delle disposizioni della sua costituzione", ha detto una portavoce del ministero.[13]
- Sudafrica: In una dichiarazione, il Dipartimento per le relazioni internazionali e la cooperazione affermò che "il Sud Africa riafferma il principio dell'Unione africana del rifiuto totale di ogni cambiamento di potere incostituzionale".[14]
- Turchia: Il ministero degli Esteri turco dichiarò la propria condanna al tentativo di colpo di stato: "La Turchia si oppone a tutti i tentativi di rovesciamento illegale di governi democraticamente eletti".[15]
- Nigeria: Alludendo al tentativo di colpo di Stato, il presidente Muhammadu Buhari disse "Gli ufficiali militari in Gabon dovrebbero capire che l'era dei colpi di Stato militari e dei governi in Africa e in effetti nel mondo, è finita da tempo".[16]
- Ciad: Il presidente Idriss Déby, che era anche capo della Comunità economica degli Stati dell'Africa centrale, condannò il tentativo di colpo di Stato ed applaudì la rapida azione intrapresa dalle forze di sicurezza e di difesa del Gabon per reprimere il colpo di Stato.[14]